# Mathieu Lahaye
Pour les articles homonymes, voir Lahaye.
Mathieu Lahaye (né le 25 décembre 1983 à Ris Orangis) est un athlète français, spécialiste du sprint. Il mesure 1,81 m pour 72 kg. Son club est l'Athlétique Club Paris-Joinville. Il a été sélectionné 4 fois en équipe de France A et a participé aux Championnats du monde d'athlétisme 2007 (en août 2007, il fut sélectionné en équipe de France à Osaka) dans l'équipe de France du relais 4 × 400m dont il fut le premier relayeur.
Il fut sélectionné en équipe de France lors des championnats d'Europe en salle 2011 à Bercy dans l'équipe de France du relais 4 × 400m (championne d'Europe) dont il fut remplaçant.
Il est par ailleurs diplômé en 2005 de l'ESPI (École supérieure des professions immobilières).
Son record sur 400 m est de 45 s 90, obtenu en terminant 3e à Niort, le 4 août 2007.

## Vie associative
Matthieu Lahaye est cofondateur du projet Goldenblocks. Depuis 2014, Goldenblocks participe à l’intégration en amenant l’athlétisme au cœur des quartiers. Via des « battles » d’un nouveau genre, des talents sont ainsi révélés au sein d’une population de jeunes âgés entre 8 et 16 ans. On y encourage l’esprit d’équipe, la confiance en soi et bien entendu les valeurs du sport, le tout dans une ambiance hip hop. Depuis septembre 2019, Golden Blocks souhaite s’ouvrir à un public plus large en proposant une fois par semaine des coaching gratuits dans Paris et sa proche banlieue.